# Pácin
Pácin ist eine ungarische Gemeinde im Kreis Cigánd im Komitat Borsod-Abaúj-Zemplén.

## Geografische Lage
Pácin liegt in Nordungarn, 81 Kilometer nordöstlich des Komitatssitzes Miskolc, 9 Kilometer nordwestlich der Kreisstadt Cigánd und unmittelbar an der Grenze zur Slowakei. Nachbargemeinden sind Karcsa und Nagyrozvágy.

## Geschichte
Im Jahr 1913 gab es in der damaligen Großgemeinde 270 Häuser und 1827 Einwohner auf einer Fläche von 5913 Katastraljochen. Sie gehörte zu dieser Zeit zum Bezirk Bodrogköz im Komitat Zemplen.

## Söhne und Töchter der Gemeinde
- Attila Nagy (1933–1992), Schauspieler

## Sehenswürdigkeiten
- Burgschloss (Várkastély oder Mágochy–Alaghy–Sennyei-kastély), erbaut im 16. Jahrhundert, in dem sich ein Museum (Bodrogközi Kastélymúzeum) befindet
- Lajos-Kossuth-Denkmal, erschaffen 1948 von Ferenc Czinke
- Griechisch-katholische Kirche Urunk színeváltozása, erbaut Anfang der 1920er Jahre
- Reformierte Kirche, erbaut 1820
- Römisch-katholische Kirche Jézus Szíve, erbaut 1927–1938
- Weltkriegsdenkmal

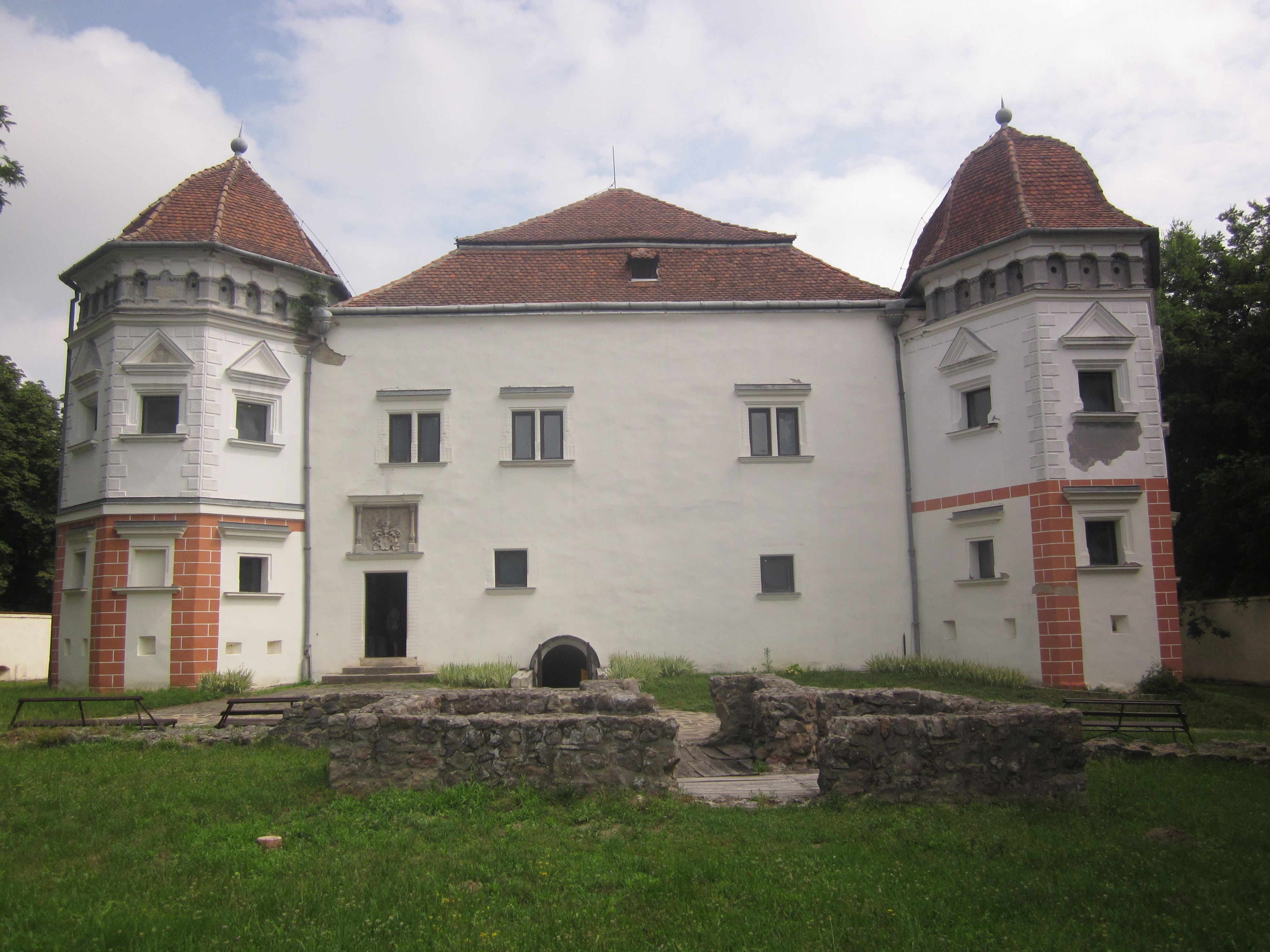
Burgschloss
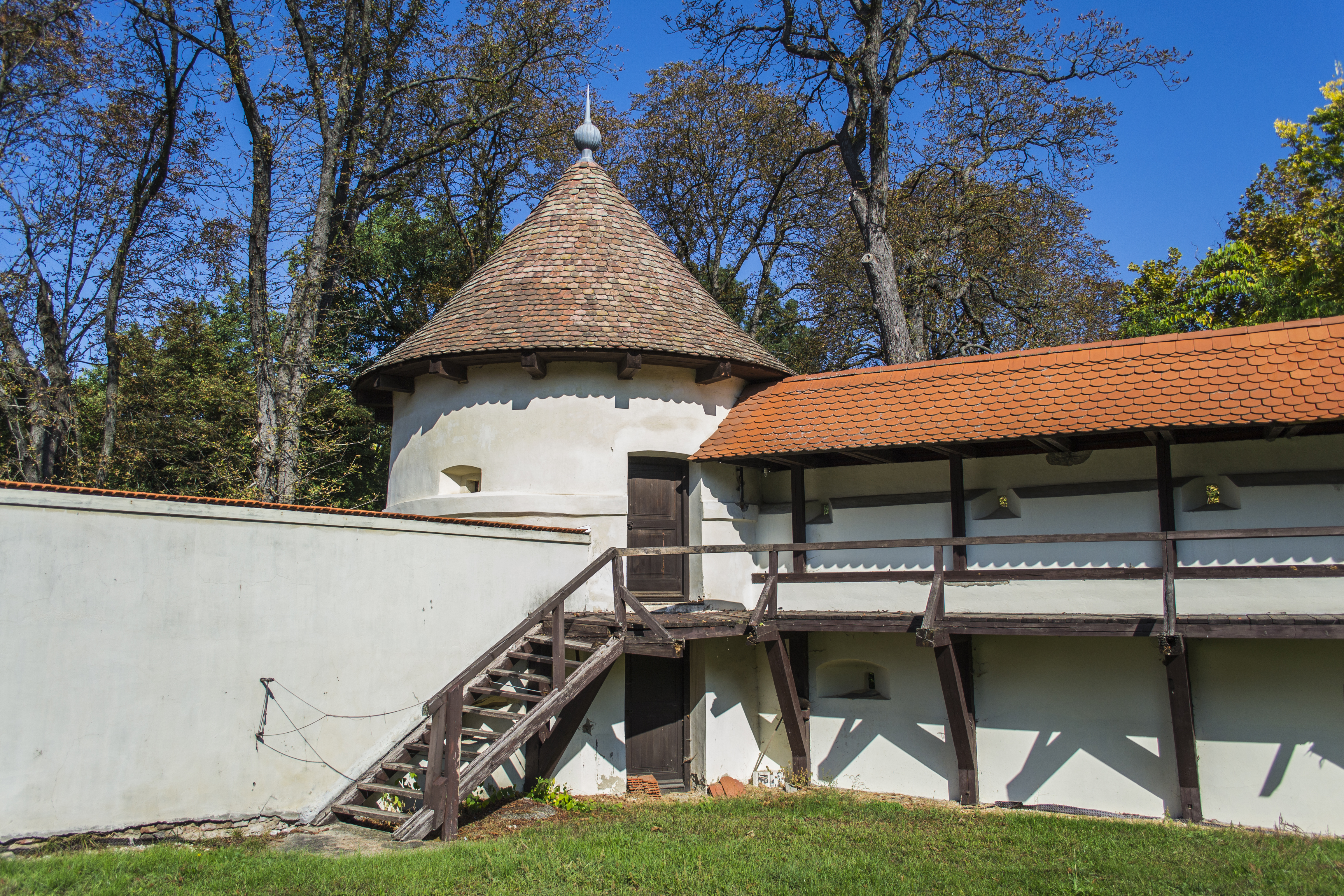
Hof im Burgschloss
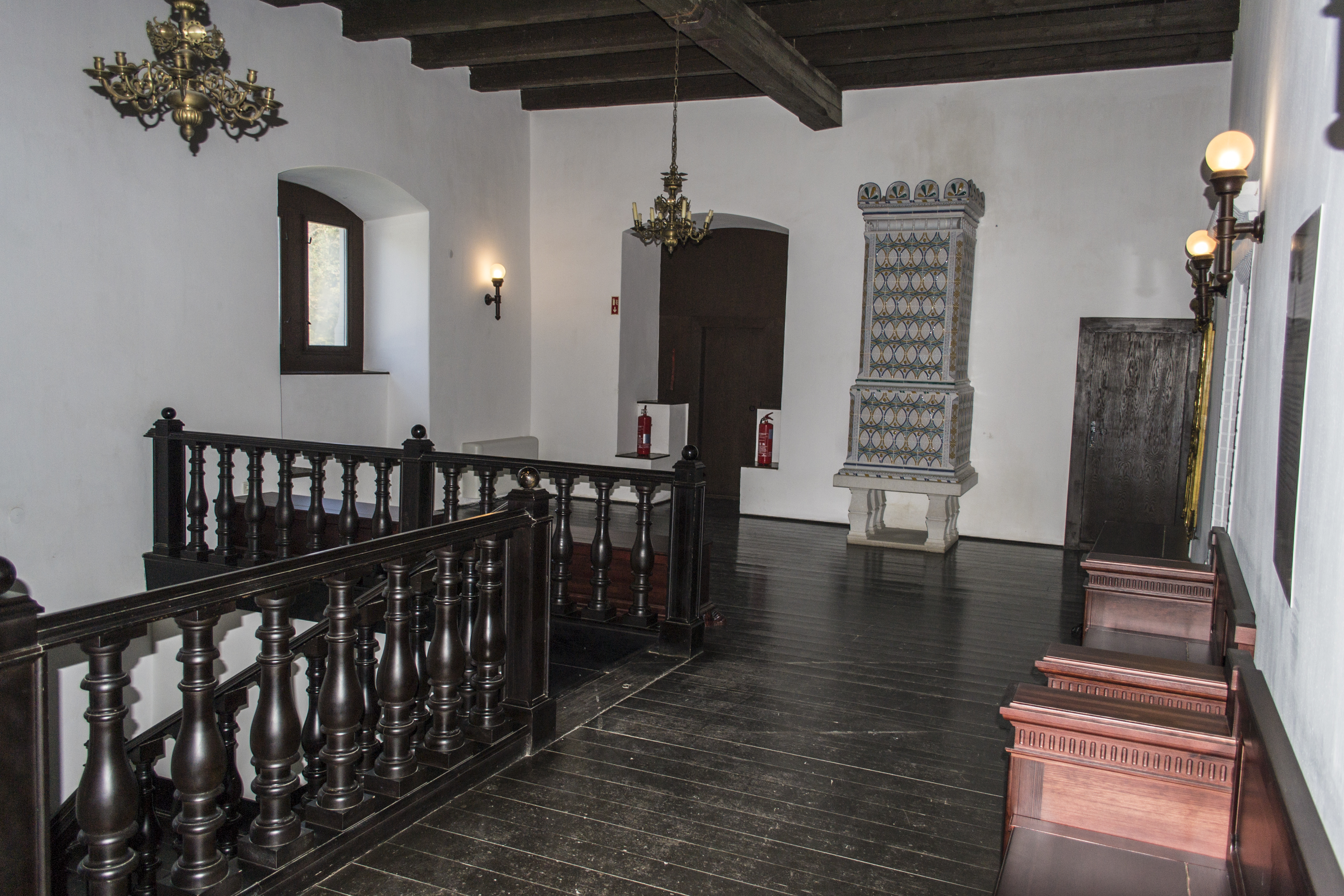
Raum im Burgschloss

## Verkehr
Durch Pácin verläuft die Hauptstraße Nr. 391. Im Jahr 1995 wurde ein Grenzübergang zur Slowakei eröffnet. Von dort führt eine Straße zur slowakischen Gemeinde Veľký Kamenec. Es bestehen Busverbindungen nach Cigánd, über Ricse nach Semjén sowie über Karos nach Sátoraljaújhely, so sich der nächstgelegene Bahnhof befindet.